# Zakázané ovoce

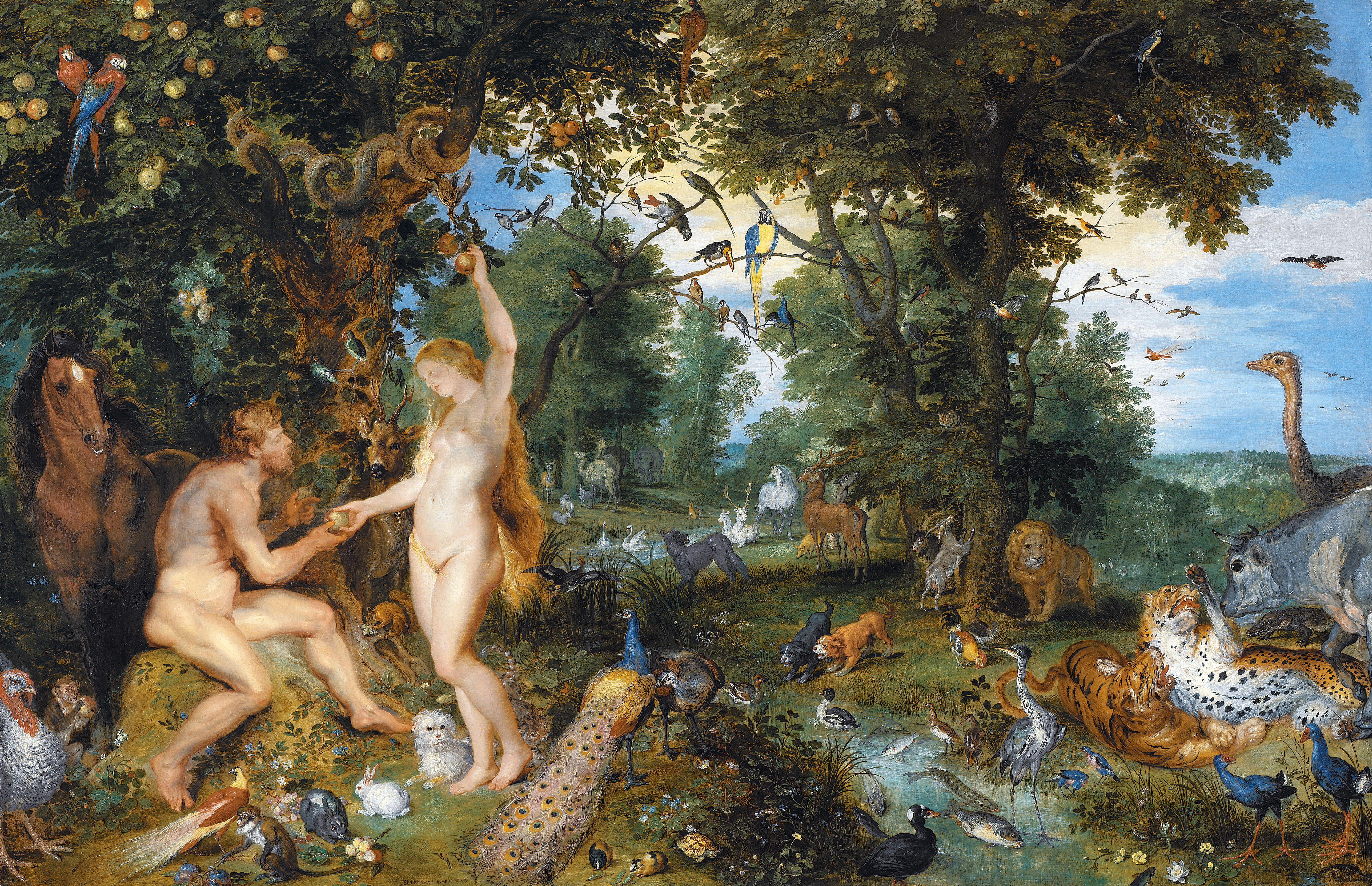
Vyobrazení prvotního hříchu od Jana Brueghela a Petera Paula Rubense, cirka 1615

Zakázané ovoce je označení pro objekt touhy, jehož získání je v rozporu s vědomím, že k jeho získání nesmí dojít. Jedná se o něco, co někdo může chtít, ale je zakázáno to mít. Metaforicky fráze odkazuje na biblickou knihu Genesis, kde se tyto zapovězené plody nacházejí na stromě poznání dobrého a zlého v zahradě Eden a jsou snědeny Adamem a Evou.